# Steven Zaloga

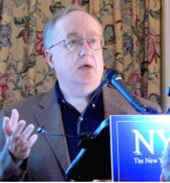
Steven Zaloga, 2014

Steven Joseph Zaloga (* 1. Februar 1952 in Pittsfield, Massachusetts) ist ein US-amerikanischer Militärhistoriker.
Steven Zaloga wurde 1952 in Pittsfield als Sohn von John Anthony Zaloga und Muriel Desautels Zaloga geboren. Er studierte Geschichte an der Privatuniversität Union College in Schenectady und schloss sein Studium „cum laude“ als Bachelor of Arts ab. Anschließend studierte er Geschichte an der Columbia University in New York mit dem Abschluss Master of Arts. An der Universität von Krakau erwarb er ein Zertifikat im Fach Internationale Beziehungen.
Danach war Zaloga unter anderem für den Londoner militärwissenschaftlichen Fachbuchverlag Jane’s Information Group und am Institute for Defense Analyses in Virginia tätig.
Zaloga ist katholischen Glaubens und Mitglied der Republikanischen Partei. Außerdem gehört er den Executive Boards des New York Military Affairs Symposiums und des Journal of Slavic Military Studies an.
Zaloga ist Autor zahlreicher Bücher über den Zweiten Weltkrieg, insbesondere über Panzermodelle.

## Veröffentlichungen (Auswahl)
- The Devil’s Garden. Rommel’s Desperate Defense of Omaha Beach on D-Day. Stackpole Books, Mechanicsburg 2013, ISBN 978-0-8117-1228-6.
- Armored Victory 1945. US Army Tank Combat in the European theater from the Battle of the Bulge to Germany’s Surrender. Stackpole Books, Mechanicsburg 2012, ISBN 978-0-8117-0771-8.
- mit Adam Hook: Defense of the Third Reich 1941–45. Osprey Publishing, 2012, ISBN 978-1-84908-593-9.
- mit Adam Hook: Defense of the Rhine 1944–45. Osprey Publishing, 2011, ISBN 978-1-84908-387-4.
- M1 Abrams vs T-72 Ural. Operation Desert Storm 1991. Osprey Publishing, 2009, ISBN 978-1-84603-407-7.
- German V-Weapon Sites 1943–45. Osprey Publishing, 2008, ISBN 978-1-84603-247-9.
- Remagen 1945. Endgame against the Third Reich. Osprey Publishing, 2006, ISBN 978-1-84603-018-5.
- US Anti-Tank Artillery 1941–45. Osprey Publishing, 2005, ISBN 1-84176-690-9.
- Lorraine 1944. Patton versus Manteuffel. Greenwood Press, 2004, ISBN 978-0-275-98264-5.
- Poland 1939. The Birth of Blitzkrieg. Greenwood Press, 2004, ISBN 978-0-275-98278-2.